# Antikomplex
Antikomplex ist eine gemeinnützige Organisation, welche sich der kritischen Reflexion der Geschichte Tschechiens widmet. Der Blick richtet sich dabei insbesondere auf die ethnischen Säuberungen der Nachkriegszeit und das nachfolgende Schicksal der Landschaft sowie der Gesellschaft im ehemaligen Sudetenland. Des Weiteren beschäftigt sie sich mit Innovationen in Bildung und politischer Bildung. 

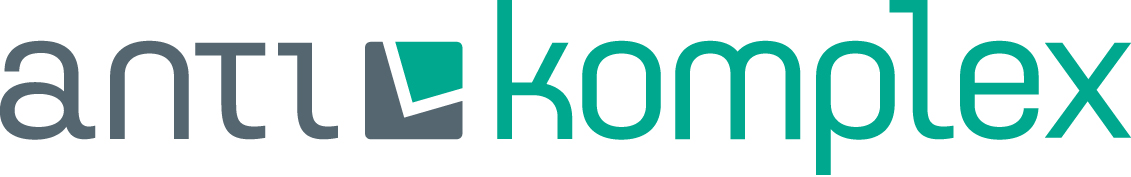
Antikomplex

## Gründung

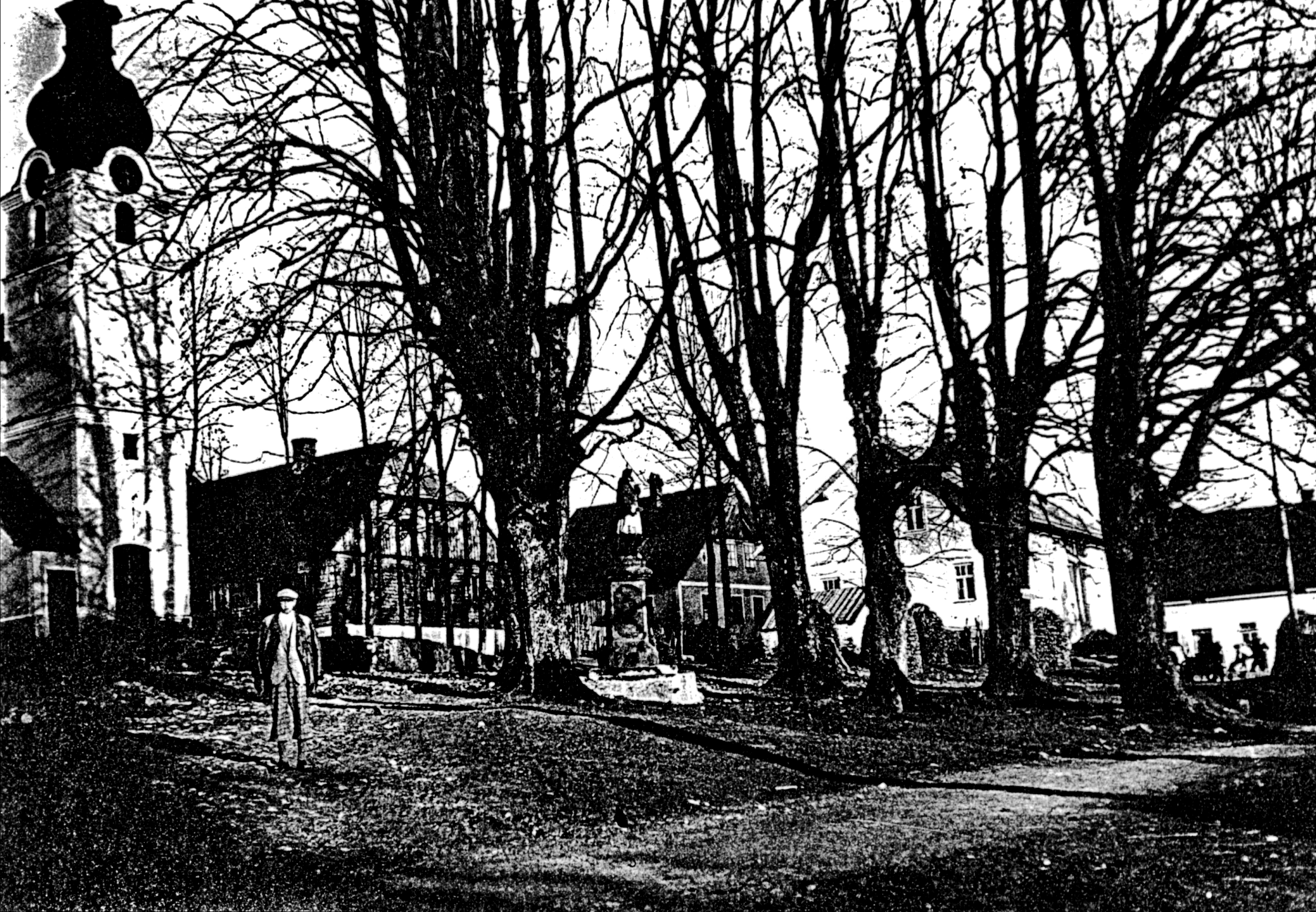
Grafenried/Lučina 1920

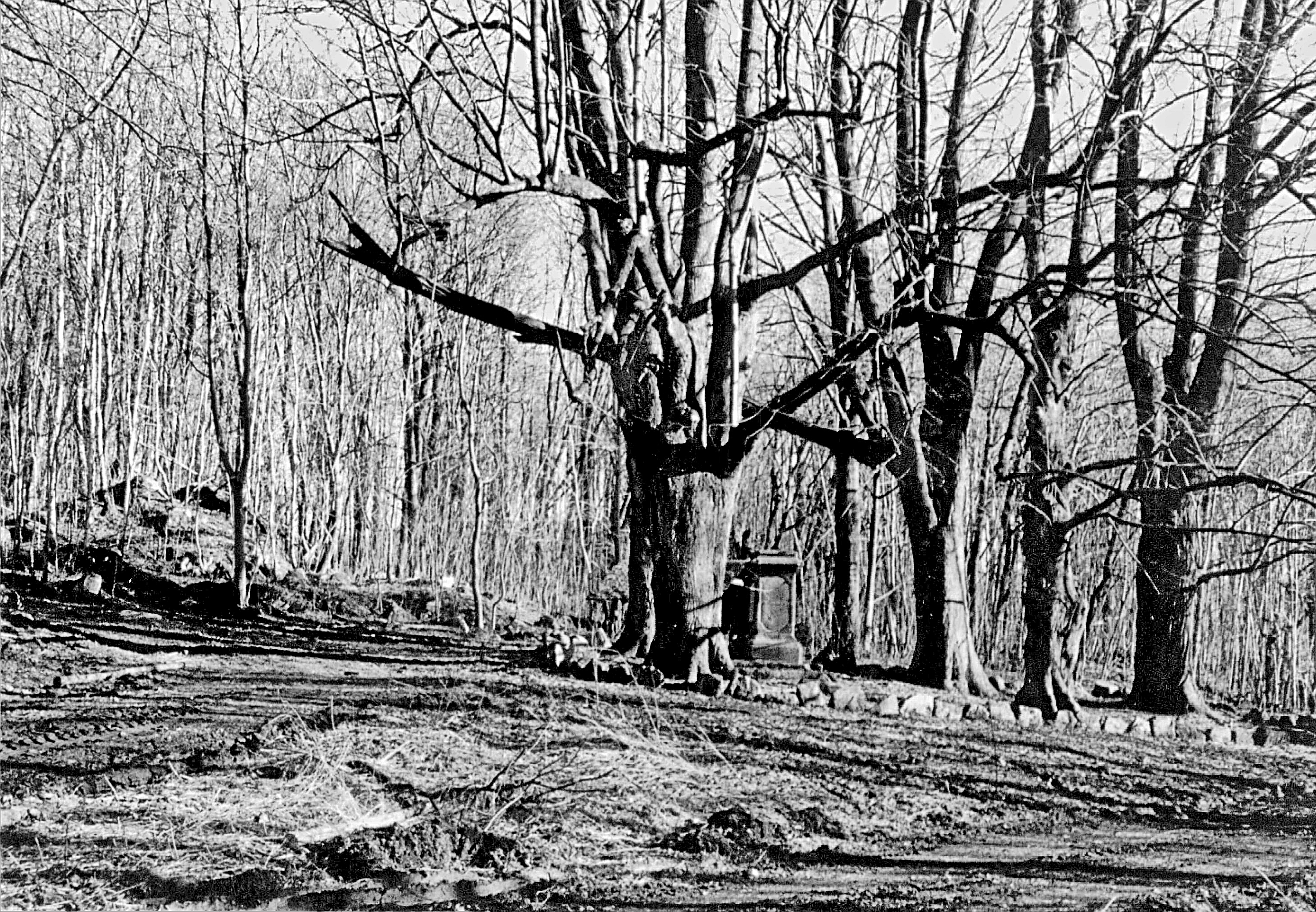
Grafenried/Lučina 1998

Antikomplex wurde im Jahr 1998 von einer Gruppe Studenten in Prag gegründet. Es war das Ziel, den kritischen Dialog über die eigene Geschichte zu fördern, insbesondere über die Vertreibung der Deutschen aus der Tschechoslowakei in der Nachkriegszeit. Anfangs waren die Themen breit gefächert. So widmeten sich beispielsweise einige Veranstaltungen dem Zusammenleben mit den Roma. Allmählich jedoch bildete sich das Profil zu einer Organisation heraus, die sich auf die Reflexion der deutschsprachigen Geschichte Tschechiens und auf die Reflexion des Schicksals des sogenannten Sudetenlandes konzentriert, also einem Gebiet, welches bis zum Jahr 1945 mehrheitlich von einer Deutsch sprechenden Bevölkerung besiedelt worden ist.

## Ziele und Aktivitäten

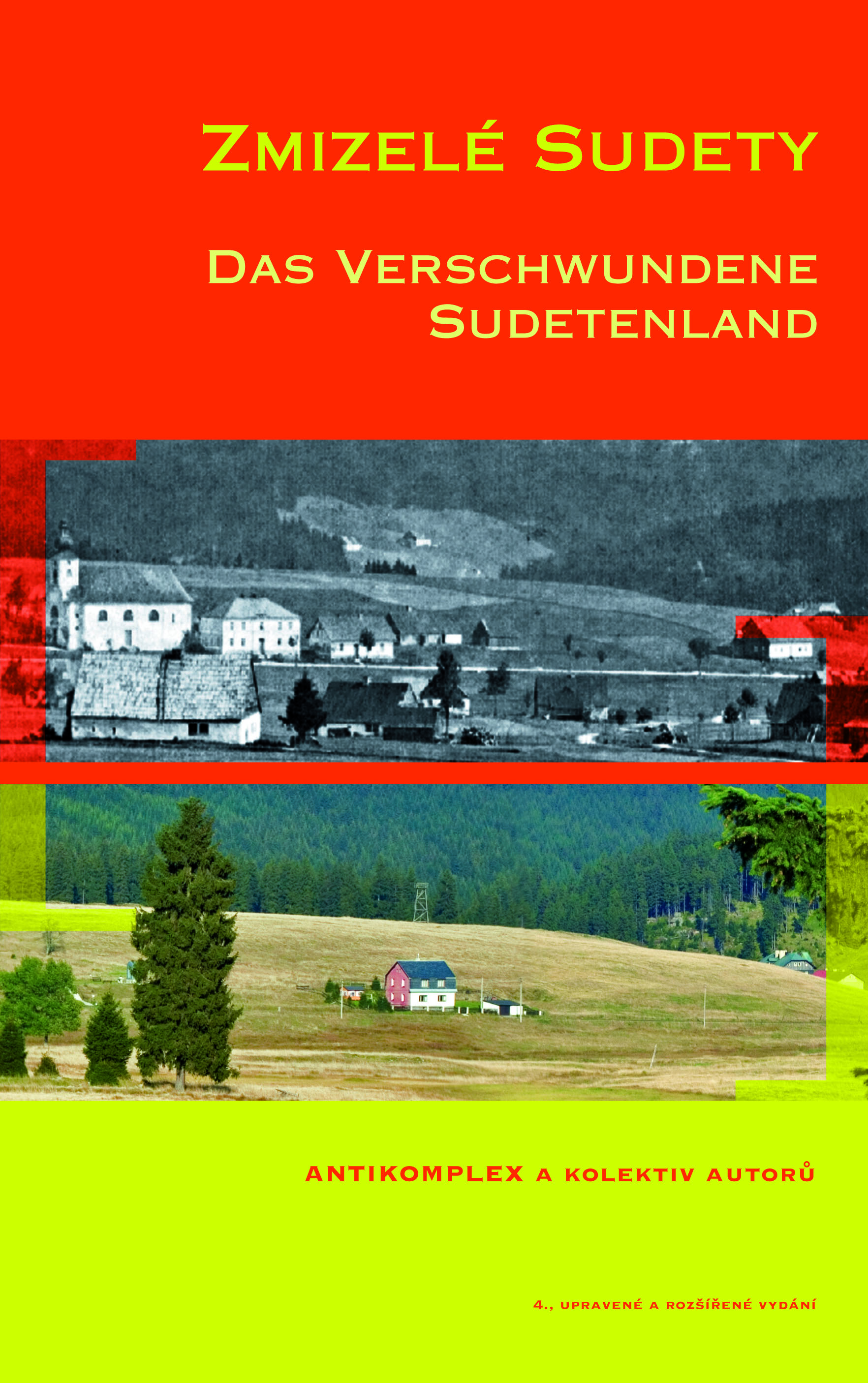
Buch und Ausstellung

Die kritische Reflexion der Vergangenheit zu unterstützen beruht auf der Überzeugung, dass die Fähigkeit einer offenen Reflexion der eigenen Geschichte spätestens seit dem Zweiten Weltkrieg zu den Grundfertigkeiten jeder freien Gesellschaft gehört. Die Erfahrungen, welche vor allem bei der Reflexion der tschechischen Geschichte und ihrer Verbindung zur Gegenwart gesammelt wurden, insbesondere am Beispiel der Erneuerung des Lebens in den Sudeten, spiegeln sich in neuen Bildungsmethoden für den Unterricht an Schulen wider, welche Antikomplex mitgestaltet. Ein weiterer Schwerpunkt liegt auf der politischen Bildung, mit dem Ziel, die ein aktives Bewusstsein zur Bürgerschaft zu fördern.
Antikomplex erstellt Ausstellungen, organisiert öffentliche Debatten, veröffentlicht Bücher im Eigenverlag, bildet Lehrer fort, entwickelt deutsch-tschechische Bildungsprojekte und beteiligt sich am tschechischen und deutsch-tschechischen historischen, gesellschaftlichen und kulturellen Dialog. Mit seinen Tätigkeiten richtet sich Antikomplex an aktive Erwachsene, die Interesse an der Geschichte und Zukunft des eigenen Landes und der Beziehung zu dem jeweiligen Ort haben, Lehrer der Geisteswissenschaften, junge Leute mit Interesse an ihrer eigenen Region und Geschichte, tschechische und deutsche Experten.

## Veröffentlichungen
- Zmizelé Sudety / Das verschwundene Sudetenland. Prag 2004.
- Zůstali tu s námi / Bei uns verblieben. Prag 2013.
- Geschichten über erzwungene Wege. Zeitzeugen berichten Schülern aus Pilsen und Bremerhaven. Prag 2013.
- Překračování hranic / Grenzüberschreitungen. Prag 2013.
- Matěj Spurný: Nejsou jako my., Prag 2011.
- Sudetské příběhy / Sudetengeschichten. Prag 2010.
- Sudetské osudy. Prag 2006.
- Proměny sudetské krajiny. Prag 2006 (Nominierung für den tschechischen Buchpreis „Magnesia litera“).
- Krajina za školou. Prag 2007.
- Krajina za školou v Praze. Prag 2008.

## Redaktioneller Beirat
- Eagle Glassheim (The University of British Columbia, Vancouver, Kanada)
- Benjamin Frommer (Northwestern University, Chicago, USA)
- Christiane Brenner (Collegium Carolinum, München)
- Adrian v. A. Portmann (Masaryk-Universität, Brünn, Tschechische Republik)
- Sarah Scholl-Schneider (Johannes Gutenberg-Universität, Mainz)

## Wanderausstellungen
- Zmizelé Sudety / Das verschwundene Sudetenland[1]
- Tragická místa paměti / Tragische Erinnerungsorte[2]
- Překračování hranic / Grenzüberschreitungen
- Krajina za školou
- Vzduchoplavec Kráčmera

## Dokumentarfilme
- Boží mlýny na prodej. Regie: Filip Remunda, 2013
- Každý po svém. Regie: Jan Látal, 2013
- Zapojme.se – Stop tunelům. Regie: Petr Mikšíček, 2013
- Zapojme.se – ArtRosa a Skleróza. Regie: Petr Mikšíček, 2013
- Zapojme.se – Jezerní běh. Regie: Petr Mikšíček, 2013
- Zapojme.se – Veselá vesnice. Regie: Petr Mikšíček, 2013
- Zapojme.se – Zažít město jinak. Regie: Petr Mikšíček, 2013
- Zapojme.se – Krušnohorský luft. Regie: Petr Mikšíček, 2013
- Zapojme.se – Libochovičky sobě. Regie: Petr Mikšíček, 2013

## Projekte

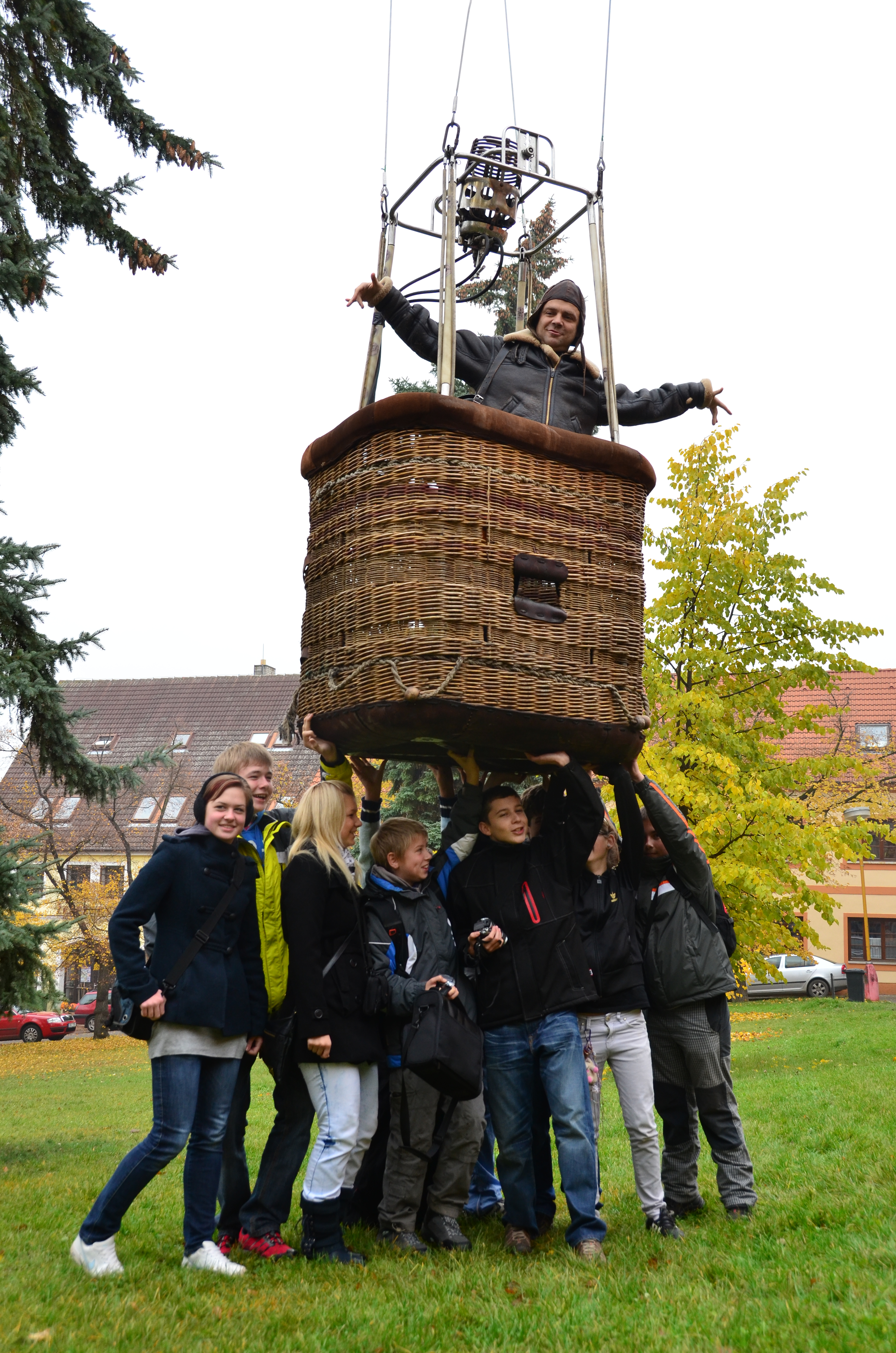
Bildungsprojekt Luftbaloonfahrer Kráčmera Kráčmera

Zur Reflexion der Geschichte und Gegenwart
- Das verschwundene Sudetenland (Buch und Wanderausstellung)
- Tragische Erinnerungsorte (Buch und Wanderausstellung)[3]
- Land Art – Königsmühle

Bildung (für Schulen)
- Krajina za školou
- Vzduchoplavec Kráčmera
- Grenzüberschreitungen
- Na cestě za příběhy
- Cyklovýlety do Sudet
- Hraniční pásmo ve filmu

Politische Bildung
- Zapojme (Internetportal und YouTube-Kanal)
- Děkov – od vědomí místa ke kořenům